# Jungnamensand
Jungnamensand (nordfrisisk Jongnaamen) er en cirka 13 hektar stor sandbanke i Nordfrisland. Den cirkelformede sandbanke ligger cirka 3,2 km kilometer vest for Amrum. Den har karakter af et højsand, da den som regel ikke er oversvømmet ved højvande. Jungnamensand er et af de nordfrisiske udesande.
Sandbanken har en stor betydning som hvile- og yngleplads for græsæler.